# Esmé Kamphuis
Esmé Imre Kamphuis (* 22. Mai 1983 in Zwolle, Niederlande) ist eine ehemalige niederländische Bobfahrerin, die an den Olympischen Winterspielen 2010 in Vancouver und den Olympischen Winterspielen 2014 in Sotschi teilnahm. Sie war Teilnehmerin an Welt- und Europameisterschaften sowie internationalen Wettkämpfen im Zweierbob.

## Karriere

### Olympische Spiele
Esmé Kamphuis gehörte im Jahr 2010 in Vancouver bei den Olympischen Winterspielen 2010 zum niederländischen Aufgebot im Zweierbob. Zusammen mit ihrer Mannschaftskameradin Tine Veenstra absolvierte sie den olympischen Wettkampf am 23. und 24. Februar 2010 im Whistler Sliding Centre und belegte im Bob Niederlande 1 den 8. Platz von einundzwanzig teilnehmenden Zweierbobs mit einer Gesamtzeit von 3:35,14 min aus vier Wertungsläufen.
Bei den Olympischen Winterspielen 2014 in Sotschi gehörte Kamphuis zusammen mit Judith Vis erneut zum niederländischen Aufgebot im Zweierbob. Den olympischen Wettkampf am 18. und 19. Februar 2014 auf der olympischen Bobbahn in Krasnaja Poljana absolvierten sie im Bob Niederlande 1 in einer Gesamtzeit von 3:52,27 min aus vier Wertungsläufen auf dem 4. Platz von neunzehn gestarteten Bobs.

### Weltmeisterschaften
Kamphuis nahm an der 54. Bob-Weltmeisterschaft 2007 in St. Moritz im Zweierbob zusammen mit Francina Gerdina Onderstein teil. In ihrem Wettkampf am 2. und 3. Februar 2007 erreichte sie mit einer Gesamtzeit von 3:32,96 min den 21. Platz von insgesamt dreiundzwanzig gestarteten Zweierbobs.
Sie nahm an der 55. Bob-Weltmeisterschaft 2008 in Altenberg im Zweierbob zusammen mit Urta Rozenstruik teil. In ihrem Wettkampf am 15. und 16. Februar 2008 erreichte sie mit einer Gesamtzeit von 3:54,30 min den 10. Platz von insgesamt dreiundzwanzig gestarteten Zweierbobs.
An der 56. Bob-Weltmeisterschaft 2009 in Lake Placid am 20. und 21. Februar 2009 nahm sie mit Tine Veenstra im Zweierbob teil. Am Ende der vier Wertungsläufe erreichte sie den 13. Platz mit einer Gesamtzeit von 3:51,53 min.
Den Wettkampf der 57. Bob-Weltmeisterschaft 2011 in Königssee am 18. und 19. Februar 2011 absolvierte sie zusammen mit Judith Vis im Zweierbob. Sie belegte nach einer Gesamtzeit von 3:27,52 min aus vier Wertungsläufen den 6. Platz unter den zweiundzwanzig gestarteten Zweierbobs.
Kamphuis letzte Teilnahme an einer Weltmeisterschaft war die 59. Bob-Weltmeisterschaft 2013 in St. Moritz am 25. und 26. Januar 2013 auf der olympischen Bobbahn. Zusammen mit Judith Vis startete sie im Zweierbob und fuhr auf den 6. Platz mit einer Gesamtzeit von 4:31,16 min aus vier Wertungsläufen.